# Tityus trivittatus
Espèce
Tityus trivittatus est une espèce de scorpions de la famille des Buthidae.

## Distribution
Cette espèce se rencontre au Paraguay et au Brésil entre le río Paraguay et le rio Paraná,.

## Description
Le mâle syntype mesure 50 mm.
Le mâle décrit par Ojanguren-Affilastro et al. en 2021 mesure 59,60 mm et la femelle 61,80 mm, les mâles mesurent de 53,00 à 66,00 mm et les femelles de 55,00 à 66,50 mm.

## Publication originale
- Kraepelin, 1898 : « Neue Pedipalpen und Scorpione des Hamburger Museum. B. Scorpione. » Beiheft zum Jahrbuch der Hamburgischen wissenschaftlichen Anstalten, vol. 15, p. 42-44 (texte intégral).